# Голудза
Голудза (пол. Hołudza) — село в Польщі, у гміні Віслиця Буського повіту Свентокшиського воєводства.
Населення — 150 осіб (2011).
У 1975-1998 роках село належало до Келецького воєводства.

## Демографія
Демографічна структура на день 31 березня 2011 року:
|          | Загалом | Допрацездатний вік | Працездатний вік | Постпрацездатний вік |
| -------- | ------- | ------------------ | ---------------- | -------------------- |
| Чоловіки | 79      | 17                 | 55               | 7                    |
| Жінки    | 71      | 10                 | 40               | 21                   |
| Разом    | 150     | 27                 | 95               | 28                   |